# Błogoszewo
Błogoszewo (deutsch Seeligenfeld) ist ein kleines Dorf in der polnischen Woiwodschaft Ermland-Masuren. Es gehört zur Gmina Korsze (Stadt- und Landgemeinde Korschen) im Powiat Kętrzyński (Kreis Rastenburg).

## Geographische Lage
Błogoszewo liegt in der nördlichen Mitte der Woiwodschaft Ermland-Masuren, 14 Kilometer nordwestlich der Kreisstadt Kętrzyn (deutsch Rastenburg).

## Geschichte

### Ortsgeschichte
Der nach  1785 Seelgenfeld und nach 1829 Seligenfeld genannte Ort bestand aus dem Dorf und einem großen Gut. 1785 wurde Seelgenfeld ein „adlig Vorwerk mit Dorf und 21 Feuerstellen“ genannt. 1874 kamen die Landgemeinde Seeligenfeld und der Gutsbezirk Seeligenfeld zum neu errichteten Amtsbezirk Paaris (polnisch Parys), der bis 1945 zum Kreis Rastenburg im Regierungsbezirk Königsberg in der preußischen Provinz Ostpreußen gehörte.
Am 30. September 1928 schlossen sich die Landgemeinde Seeligenfeld und der Gutsbezirk Seeligenfeld sowie Teile der Gutsbezirke Plötnick (polnisch Płutniki) und Warnikeim (polnisch Warnikajmy) aus dem Amtsbezirk Lamgarben (Garbno) mit Teilen des Gutsbezirks Tolksdorf (Tołkiny) aus dem Amtsbezirk Tolksdorf zur neuen Landgemeinde Seeligenfeld im Amtsbezirk Paaris zusammen.
1945 wurde in Kriegsfolge das gesamte südliche Ostpreußen an Polen überstellt. Davon betroffen war auch Seeligenfeld, das die polnische Namensform „Błogoszewo“ erhielt. Das kleine Dorf ist heute Sitz eines Schulzenamtes (polnisch Sołectwo) und als solches eine Ortschaft im Verbund der Stadt- und Landgemeinde Korsze (Korschen) im Powiat Kętrzyński (Kreis Rastenburg), bis 1998 der Woiwodschaft Olsztyn, seither der Woiwodschaft Ermland-Masuren zugehörig. Im Jahre 2011 zählte Błogoszewo 33 Einwohner.

### Einwohnerzahlen
| Jahr | Anzahl Gut | Anzahl Dorf | Anzahl Gesamt |
| ---- | ---------- | ----------- | ------------- |
| 1820 | 175        |             | 175           |
| 1885 | 136        | 125         | 261           |
| 1905 | 167        | 75          | 242           |
| 1910 | 179        | 71          | 250           |
| 1933 |            | 451         | 451           |
| 1939 |            | 496         | 496           |
| 2011 |            | 33          | 33            |

## Kirche

### Evangelisch
Bis 1945 war Seeligenfeld in die evangelische Kirche  Paaris (polnisch Parys) in der Kirchenprovinz Ostpreußen der Kirche der Altpreußischen Union eingepfarrt. Heute gehört Błogoszewo zur Johanneskirche Kętrzyn (Rastenburg) in der Diözese Masuren der Evangelisch-Augsburgischen Kirche in Polen.

### Katholisch
Seeligenfeld war vor 1945 nach Korschen (polnisch Korsze) im katholischen Bistum Ermland eingegliedert. Heute ist Błogoszewo Teil der Pfarrei Parys (Paaris) im jetzigen Erzbistum Ermland.

## Verkehr
Błogoszewo liegt verkehrsgünstig zwischen den beiden Woiwodschaftsstraßen DW 590 und DW 592 (einstige deutsche Reichsstraße 135) und ist von Korsze (Korschen), Parys (Paaris) und Kraskowo (Schönfließ) aus über eine Nebenstraße bzw. einen Landweg zu erreichen. Eine Anbindung an den Bahnverkehr besteht nicht.